# Cerkiew św. Aleksego Człowieka Bożego w Moskwie (Krasnosielskij)
Cerkiew św. Aleksego Człowieka Bożego – prawosławna cerkiew w Moskwie, pierwotnie jedna ze świątyń monasteru św. Aleksego.

## Historia
Cerkiew została wzniesiona w 1853 w kompleksie żeńskiego monasteru św. Aleksego w Moskwie, na polecenie jego przełożonej – ihumeni Hilarii. Przed jej oddaniem do użytku mniszki dysponowały tylko jedną cerkwią Podwyższenia Krzyża Pańskiego. Nowa świątynia została zaprojektowana przez Michaiła Bykowskiego w stylu nawiązującym do architektury cerkiewnej XVII wieku. Od początku posiadała, oprócz głównego, ołtarze boczne św. Pawła z Latros i Gruzińskiej Ikony Matki Bożej. W 1899 budynek został przebudowany według projektu A. Łatkowa. Wstawiono również do niego nowy ikonostas wyrzeźbiony przez S. Koniuchowa, z ikonami T. Tiurina. J. Czernyszew wykonał natomiast ornamentalne freski w cerkiewnej kopule i w górnych partiach ścian północnej i południowej.
Cerkiew pozostawała czynna do 1924, gdy na polecenie władz radzieckich zamknięto ją dla celów kultowych i zaadaptowano na rejonowy dom pionierów. Wyposażenie świątyni zostało zniszczone, a jej wnętrze gruntownie przekształcone: przez pomieszczenie ołtarzowe poprowadzono ścianę, budowlę podzielono na dwie kondygnacje, ściany przemalowano na czerwono, rozebrano kopułę.
W 2000 obiekt został zwrócony Rosyjskiemu Kościołowi Prawosławnemu i przywrócony do pierwotnego wyglądu. Odrestaurowano również ikonostas z końca XIX w. Szczególną czcią otaczane są przez wiernych ikony św. Aleksego, św. Pawła, św. Katarzyny, cząsteczki relikwii mnichów ławry Peczerskiej.
W 2006 cerkwi nadano status metochionu patriarszego.

## Architektura

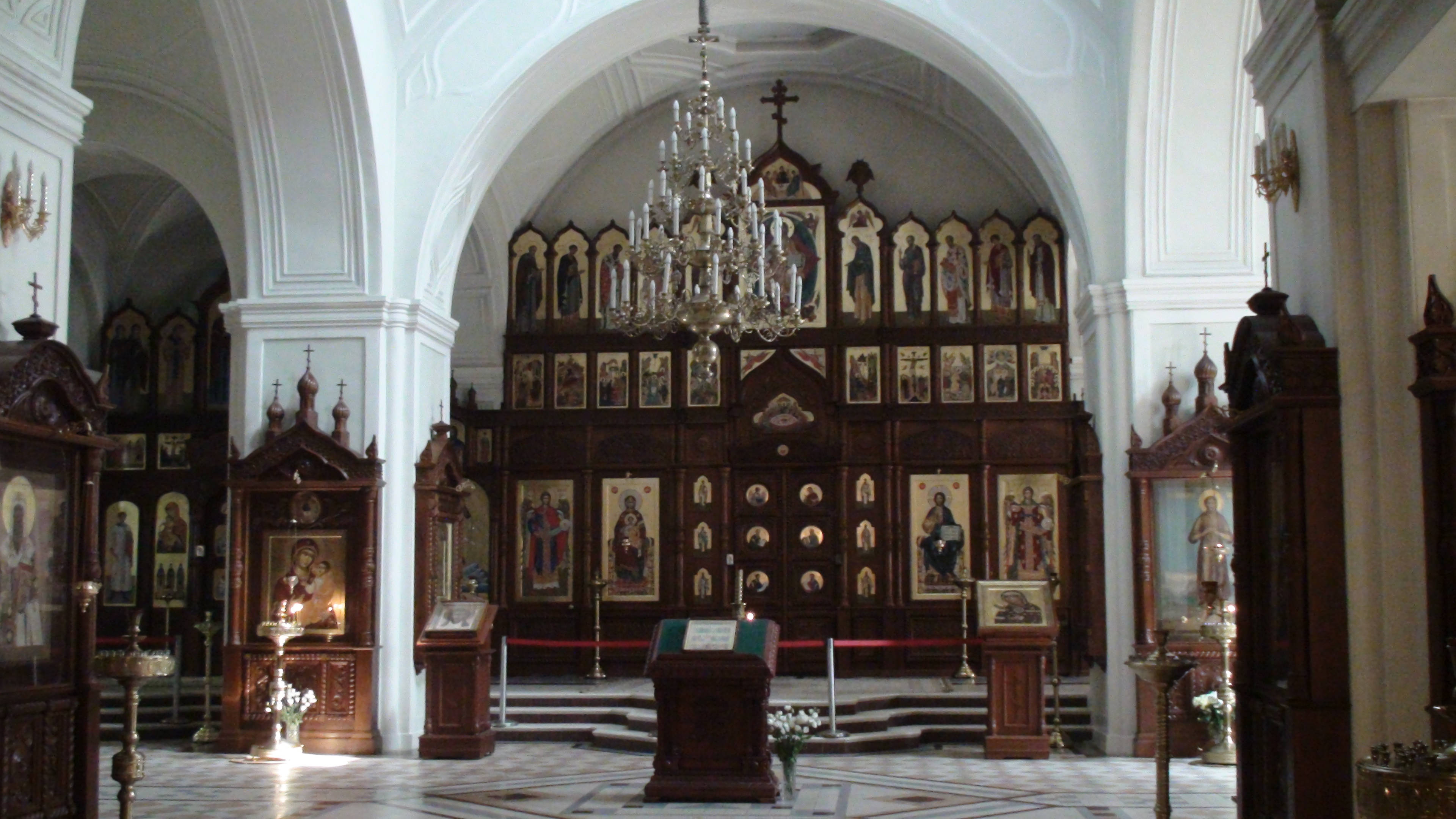
Ikonostas

Cerkiew została wzniesiona na planie prostokąta z trzema absydami od wschodu i ryzalitem od strony zachodniej. Z zewnątrz jest bogato zdobiona detalem wzorowanym na XVII-wiecznej rosyjskiej architekturze cerkiewnej: kolumienkami, attyką, kokosznikami. Cerkiew posiada jedną kopułę posadowioną na szerokim bębnie z rzędem okien.